# Léon Michoud
Joseph Octave Léon Michoud (Lyon, 3 de junho de 1855 — Grenoble, 04 de janeiro de 1916) foi um jurista francês especializado em direito administrativo.
Michoud lapidou seu nome no mundo jurídico internacional com sua famosa definição de direito subjetivo contida em sua obra "La Théorie de la Personnalité Morale", de 1932.

## Vida
Tornou-se advogado em 12 de maio de 1880. Advogou no Tribunal de Recurso de Lyon.
Foi professor adjunto da Faculdade de Direito de Aix e Grenoble, ocupando a Cadeira de Direito Administrativo.
Nomeado membro da Delphinale Académie a 1889, alcançando a presidência da mesma em 1905.
Nomeado Membro Correspondente da Académie des Sciences Morales et Politiques a 09 de maio de 1914.

## Conceito de Direito Subjetivo
A definição de direito subjetivo de Michoud é classificada como "mista" ou "eclética", por misturar as notas essenciais das teorias da vontade, de Windscheid, e do interesse, de Jhering. Para Michoud, direito subjetivo é:
| “ | O interesse de um homem ou de um grupo de homens, juridicamente protegido, por meio do poder reconhecido a uma vontade para representá-lo ou defendê-lo. O titular do direito é o ser (coletivo ou individual) cujo interesse é garantido, ainda mesmo quando a vontade que o representa não lhe pertença propriamente; basta que essa vontade lhe possa ser socialmente ou praticamente atribuída pela lei. [...] O essencial é ver no direito subjetivo os dois elementos: 'vontade' e 'interesse', verificar que o elemento 'vontade' pode encontrar-se fora do próprio sujeito, desde que esteja a seu serviço, e precisar que, se os dois elementos se acham separados, é do lado do 'interesse' que se encontra o verdadeiro sujeito do direito. | ” |

## Obras
- La Théorie de la Personnalité Morale (1932)